# Kanton Sannois
Kanton Sannois is een voormalig kanton van het Franse departement Val-d'Oise. Kanton Sannois maakte deel uit van het arrondissement Argenteuil en telde 25.349 inwoners (1999). Het werd opgeheven bij decreet van 17 februari 2014 met uitwerking in maart 2015.

## Gemeenten
Het kanton Sannois omvatte enkel de gemeente Sannois